# Trận Yamazaki
Trận Yamazaki (山崎の戦い (Sơn Khi chi chiến) Yamazaki no tatakai) là trận đánh giữa Toyotomi Hideyoshi và Akechi Mitsuhide vào năm 1582 ở Yamazaki, Nhật Bản, hiện nay là Kyoto. Trận đánh này đôi khi được gọi là Trận Tennōzan (天王山の戦い (Thiên Vương Sơn chi chiến) Tennō-zan no tatakai).
Akechi Mitsuhide, thuộc hạ của Oda Nobunaga, tấn công Nobunaga khi ông đang nghỉ ở chùa Honnō, và buộc ông phải tự sát seppuku. Mitsuhide sau đó chiếm lấy quyền lực và địa vị của Nobunaga tại khu vực Kyoto. 13 ngày sau, Toyotomi Hideyoshi gặp Mitsuhide tại Yamazaki, gây bất lợi và đánh bại ông ta, báo thù cho chủ của mình (Nobunaga), đoạt lấy quyền lực và địa vị của Nobunaga cho chính mình. Trên đà thắng lợi, Hideyoshi dần dần trở thành vị lãnh đạo tối cao của Nhà nước phong kiến Nhật Bản.
Thắng lợi quyết định này đã góp phần khiến cho Hideyoshi trở thành một trong những vị đại anh hùng trong lịch sử Nhật Bản, như một trong những người đầu tiên có công nhất thống đất nước.

## Chuẩn bị cho trận đánh
Khi Nobunaga bị giết, Hideyoshi đang giao chiến với gia tộc Mōri. Người ta nói rằng sau khi phản bội và giết hại Nobunaga ở chùa Honnō-ji, Mitsuhide gửi thư cho nhà Mōri. Bức thư gửi lời đề nghị liên minh để đánh bại Hideyoshi, nhưng không may cho Mitsuhide, người đưa thư bị quân của Hideyoshi bắt giữ và âm mưu bị bại lộ.
Khi nghe tin Nobunaga đã bị sát hại, và Akechi Mitshuhide đã tiếm quyền ông, Toyotomi Hideyoshi ngay lập tức thương thảo hiệp định đình chiến với nhà Mōri, trong khi vẫn cẩn thận giữ bí mật về cái chết của Nobunaga. Khi hòa ước đã được bảo đảm, ông dẫn quân của mình hành quân thẳng về Kyoto, trung bình đi 30 đến 40 km một ngày.
Akechi Mitsuhide kiểm soát hai lâu đài (Shōryūji và Yodo) ở vùng Yamazaki. Vì thiếu quân đội để chống lại Hideyoshi, ông dự định chiếm lấy tình cảm của người dân trong vùng để có thể tăng cường sức mạnh quân đội của mình. Tuy vậy, vì ông không thể yêu cầu Hosokawa Fujitaka tham gia, nên ông không có sự gia tăng đáng kể nào cho quân lực của mình.
Chưa đến hai tuần kể từ khi Mitsuhide phản bội, quân đội của Hideyoshi đã đến và tấn công tiền quân của Mitsuhide ở Yamazaki. Nhận thức được sức mạnh của quân Hideyoshi và không muốn bị vây hãm trong lâu đài và bị chia cắt với quân đội của mình, Mitsuhide quyết tâm chuẩn bị cho trận đánh ở phía Nam. Vì vị trí đó ở giữa một con sông và một ngọn núi, Yamazaki giúp cho quân của Mitsuhide có một điểm nút giúp họ giảm được lượng quân địch phải đối mặt tại một thời điểm.
Trong khi đó, Hideyoshi quyết định một vùng rừng tên gọi là Núi Tennōzan, ở ngay ngoài thị trấn Yamazaki, là chìa khóa chiến lược cho con đường dẫn đến Kyoto. Ông ra lệnh cho một biệt đội dưới quyền chỉ huy của Nakagawa Kiyohide để bảo vệ khu vực này, trong khi phần lớn quân số vẫn tiến đến Yamazaki cùng ông. Quân của ông chiếm được vùng núi và thu được lợi thế lớn.
Mitsuhide chỉ huy quân đội của mình ở sau một dòng sông nhỏ (Enmyōji-gawa), đây là một địa điểm phòng ngự tuyệt hảo. Đêm đó, Hideyoshi phái một toán ninja đột nhập vào trại của Mitsuhide, châm lửa đốt và khiến khắp toàn quân Mitsuhide sợ hãi và hỗn loạn.

## Trận đánh
Sáng hôm sau, trận đánh chính bắt đầu khi quân của Hideyoshi tập hợp ở bờ kia Enmyōji-gawa, và một bộ phận quân của Mitsuhide vượt sông và tìm cách đánh lên đồi Tennōzan. Họ bị súng hỏa mai đẩy bật lại và vì vậy, Hideyoshi cảm thấy đủ tự tin để ra lệnh cho cánh phải vượt sông, đánh vào tiền tuyến của Mitsuhide. Họ đánh lui được quân Mitsuhide và sau đó được cánh trái hỗ trợ, với sự giúp sức từ đỉnh núi Tennōzan. Phần lớn quân của Mitsuhide tháo chạy, với chỉ khoảng 200 người do Mimaki Kaneaki chỉ huy, họ cố chống trả và bị quân Hideyoshi đông đảo hơn tiêu diệt.
Hoảng loạn nhanh chóng lan tràn trong quân của Mitsuhide, và quân của Hideyoshi đuổi họ chạy đến lâu đài Shoryuji. Chính Mitsuhide còn chạy xa hơn, đến thị trấn Ogurusu, nơi ông bị một băng cướp bắt và giết. Người ta nói rằng ông bị giết bằng một thanh giáo tre bởi một người nông dân chiến binh có tên Nakamura, tuy nhiên có người nói rằng ông không bị giết mà bắt đầu cuộc đời mới bằng việc trở thành một nhà sư tên Tenkai. Hideyoshi sử dụng chiến thắng này như là một bước đệm để giành quyền kiểm soát các lãnh địa cũ của Nobunaga và cuối cùng là toàn bộ nước Nhật.
Với thắng lợi quyết định này, Hideyoshi dần dà vươn lên thành vị lãnh đạo tối cao của Nhà nước phong kiến Nhật Bản. Ông trở thành một trong những vị đại anh hùng trong lịch sử Nhật Bản, là một trong những người có công đầu trong quá trình nhất thống đất nước.

## Trong văn hóa đại chúng
Trận Yamazaki là màn cuối của Akechi Mitsuhide và màn đầu của Toyotomi Hideyoshi trong Samurai Warriors 2. Nó cũng là một chiến dịch trong The Conquerors, bản mở rộng của trò chơi chiến thuật thời gian thực Age of Empires II.